# گرسون دا سیلوا
گرسون دا سیلوا (انگلیسی: Gérson da Silva; ۲۳ سپتامبر ۱۹۶۵ – ۱۶ سپتامبر ۱۹۹۴) بازیکن فوتبال اهل برزیل بود.
از باشگاه‌هایی که در آن بازی کرده‌است می‌توان به باشگاه فوتبال سانتوس، باشگاه ورزشی اینترناسیونال، و باشگاه فوتبال اتلتیکو مینیرو اشاره کرد.